# Karl Lennart Oesch
Karl Lennart Oesch (8. august 1892  – 28. marts 1978) var en af de ledende finske generaler under 2. Verdenskrig. Han beklædte en række højtstående stabsposter og frontkommandoer, og ved slutningen af Fortsættelseskrigen var hele to tredjedele af den finske hær under hans kommando. Oesch blev kendt for at være i stand til at håndtere vanskelige situationer, en evne som marskal Mannerheim udnyttede fuldt ud. 

## Tidlige år
Karl Lennart Oesch (ham brugte Lennart som fornavn men omtales i reglen som Karl Lennart eller K.L.) blev født af forældre af schweizisk afstamning, som var flyttet til Finland inden han blev født. Karl Lennart Oesch havde dobbelt finsk-schweizisk statsborgerskab indtil 1920. Han gik i skole i Sortavala og studerede matematik og fysik på universitetet i Helsinki 1911-1915.

## Jægerbevægelsen og borgerkrigen
Oesch sluttede sig til den finske jægerbevægelse i 1915 og trænede og kæmpede i den 27. kongelige preussiske jægerbataljon. Da de finske jægertropper vendte tilbage til Finland i februar 1918, blev han udnævnt til kaptajn i den finske hær. Under den Finske borgerkrig havde han kommandoen over en infanteribataljon.  

## Mellemkrigsårene
I 1920'erne og 1930'erne steg Oesch hurtigt i graderne i den finske hær. Han studerede på franske militærakademier 1923-1926 og da han kom tilbage til Finland fik Oesch kommandoen over det nyoprettede generalstabsakademi Sotakorkeakoulu 1926-1929. I 1930 blev Oesch forfremmet til generalmajor og udnævnt til chef for generalstaben – en post han beholdt i næsten 10 år. 
Som chef for generalstaben var Oesch en af de mest indflydelsesrige mænd i det finske forsvar. Han var den drivende kraft bag mobiliseringsreforment, som blev gennemført i starten af 1930'erne (de nye mobiliseringsplaner blev primært udformet af den daværende oberstløjtnant Aksel Airo). Oesch fungerede også i en kort periode som viceindenrigsminister i marts 1932, under krisen som blev forårsaget af Mäntsälä opstanden. Han blev forfremmet til Generalløjtnant i 1936.

## Vinterkrigen og den midlertidige fred
Da den sovjetiske invasion startede Vinterkrigen den 30. november 1939, fortsatte Oesch som chef for generalstaben i den finske overkommando under Carl Gustaf Mannerheim. Ganske overraskende er der forsket meget lidt i Oeschs rolle i overkommandoen. Han står ofte i skyggen af Mannerheim og Aksel Airo. 
Oesch fik mulighed for at vise sine evner som leder i felten i marts 1940. Den Røde Hær havde overrasket finnerne ved at krydse den frosne bugt ved  Viipuri og fået fodfæste på dens vestlige bred. Mannerheim havde dannet Kystgruppen for at slå fjenden tilbage, men dens første chef generalmajor Kurt Martti Wallenius blev afskediget i vanære efter at have haft kommandoen i blot tre dage. Situationen var ekstremt kritisk og Oesch blev udpeget til at tage hånd om den. De finske styrker bestod fortrinsvis af dårligt udstyrede kystforsvarsbataljoner bemandet med ældre reservister og bataljoner, som hastigt var blevet overført fra Lapland. Oesch kunne holde sammen på sin blandede og udslidte styrke indtil krigens slutning den 13. marts 1940, hans styrke tilføjede den Røde Hær store tab og sinkede i betydelig grad dens fremrykning. Mannerheim begyndte at se Oesch som en mand, som kunne klare vanskelige situationer. 
Under den efterfølgende fred, som finnerne kalder Den midlertidige fred, vendte Oesch først tilbage til sin tidligere post som generalstabschef i nogle få uger indtil han overtog kommandoen over 2. finske korps i april 1940.

## Fortsættelseskrigen
Ved starten på Fortsættelseskrigen i juni 1941 blev Oeschs armékorps til det 4. finske Korps. Dens opgave bestod i at rykke ind i den sydlige del af det Karelske næs; men Mannerheim gav højere prioritet til generalløjtnant Erik Heinrichs’ Karelske armé, som rykkede ind i det nordlige Karelen nord for Ladoga-søen. Oesch fik først lov til at gå i offensiven den 20. august, næsten to måneder efter krigens start. Oesch og hans stabschef oberst Valo Nihtilä besluttede at begynde angrebet to dage senere. 
Da først det finske 4. korps indledte sin offensiv gik det hurtigt fremad; men Oesch blev overanstrengt af arbejdet, og blev nødt til at tage 14 dages sygeorlov den 25. august 1941. På anmodning fra Valo Nihtilä vendte Oesch tilbage allerede den 30. august 1941. Som Oeschs næstkommanderende forsømte generalmajor Taavetti Laatikainen sine nye opgaver. Den foregående dag havde 4. Korps generobret Viipuri, den næststørste by i Finland før Vinterkrigen, men Oeschs største triumf skulle komme senere.  
I de sidste dage af august 1941 indesluttede Oeschs styrker dele af tre sovjetiske divisioner (43. 115. og 123. riffeldivision) i en lomme ved Porlampi, syd for Viipuri. Selv om det lykkedes for en del af tropperne at undslippe måtte de efterlade al deres tunge udstyr og den 1. september 1941 begyndte de resterende tropper at overgive sig. Finnerne tog 9.325 til fange, herunder chefen for 43. riffeldivision, generalmajor Vladimir Kirpichnikov. Ca. 7.500 faldne soldater fra den Røde Hær blev begravet på slagmarken og der blev erobret et stort bytte. For tab på under 3.000 havde Oesch vundet den største sejr i Finlands militærhistorie. Omkring dette tidspunkt udstedte Oesch en kontroversiel ordre, som førte til at han blev anklaget og dømt som krigsforbryder efter krigen (se nedenfor) 
I marts 1942 blev de finske styrker reorganiseret i tre grupper. Oesch fik kommandoen over Olonets Gruppen på Olonets halvøen mellem søerne Onega og Ladoga. Han måtte næsten straks i april 1942 imødegå et kraftigt sovjetisk angreb, som af afgørende afvist i løbet af ti dages kamp. Som krigen udviklede det blev det mere og mere klart, at Tyskland ville tabe krigen, og finnerne måtte finde en udvej. Oesch var beskæftiget med planlægning af befæstningen og forsvaret på sin front, men holdt et bekymret øje på udviklingen andre steder. 
Den Røde Hærs offensiv på det Karelske næs begyndte den 9. juni 1944, og gennembrød den finske hovedforsvarslinje den følgende dag. Der var ingen fælles kommando på plads, og dette blev snart erkendt som en alvorlig fejl i den finske organisation. Om morgenen den 14. juni 1944 modtog Oesch et opkald fra generalløjtnant Aksel Airo:
"På næsset går det ad helved til. Tag der over efter ordre fra den øverstkommanderende, armekorpset er dit. Laatikainen er et sted i nærheden af Viipuri." Oesch fik titel af chef for styrkerne på Næsset, og en stab blev samlet for at gøre tjeneste under ham. For anden gang blev Oesch sendt af sted for at overtage en kritisk del af fronten, og denne gang ville det blive den mest kritiske nogensinde. Et afgørende sovjetisk gennembrud på det Karelske næs ville formentlig havde betyde besættelse og Finland ville være blevet etn sovjetisk satelitstat efter krigen.  
Trods tabet af Viipuri den 20. juni 1944 lykkedes det for Oesch at få de finske styrker samlet. Nye divisioner og brigader blev afsendt for at forstærke det Karelske næs og Viipuribugten og til sidst havde Oesch tre armékorps under sin kommando (III, IV og V), godt og vel to tredjedele af den samlede finske styrke. De tre defensive sejre i Slaget ved Tali-Ihantala, Viipuribugten og Vuosalmi fulgte. Allerede under slaget ved Tali-Ihantala var Oesch blevet tildelt det eftertragtede Mannerheim kors den 26. juni 1944. Han vedblev at være øverstkommanderende over styrkerne på næsset indtil oktober 1944, en måned efter afslutningen på Fortsættelseskrigen.
Oesch havde en meget imponerende karriere under krigen, men han følte, at hans præstationer ikke fuldt ud blev anerkendt. Mannerheim forfremmede ham aldrig til fuld general. Han anerkendte Oeschs evner, men Oesch var aldrig en af hans favoriter. Mannerheim stolede mere på de folk, som han selv havde skabt, og Oesch, som allerede i fredstid havde haft en høj stilling var ikke en af dem.

## Krigsforbryderproces
Efter Fortsættelseskrigen gik det knap så godt med Oeschs karriere. Efter at have gjort tjeneste som generalstabschef i næsten et år, tog Oesch sin afsked i september 1945 på eget initiativ. Han var opmærksom på, at Sovjetunionen krævede at han skulle arresteres som krigsforbryder. En overgang overvejede han at undslippe til Sverige, men til sidst besluttede han at blive og imødegå beskyldningerne. Han blev arresteret i den samme måned og senere stillet for retten. Fire år tidligere, i september 1941, havde Oesch udstedt en ordre, som tillod vagter af bruge deres våben hvis krigsfanger ikke adlød ordrer. Detaljerne i affæren er uklare, men tilsyneladende tog nogle skydegale mænd sig friheder med henvisning til ordren, og en række krigsfanger blev dræbt. Oesch blev beskyldt for at have givet ordre til henrettelsen af 17 krigsfanger. 
Ifølge finske kilder var beviserne for Oeschs personlige ansvar for disse drab temmelig tvivlsomme. Oesch var også en meget moderat og ligevægtig person, og beordring af sådanne drab er i modstrid med alt hvad man ved om hans personlighed. Men i efterkrigstidens politiske klima, var det af afgørende betydning at opfylde sovjetiske krav for ikke at give Sovjetunionen et påskud for at blande sig mere i finske anliggender. Oesch blev dømt til 12 års fængsel af en finsk militærdomstol den 19. juli 1946, om end dommen blev ændret til 3 års fængsel af højesteret den 2. februar 1948. Trods det var Oeschs militære karriere slut. Oesch var den eneste højtstående finske officer, som blev dømt for krigsforbrydelser.  

## Senere liv
Efter at Oesch blev løsladt fra fængsel i februar 1948 helligede han sig militærhistorie, forskede og skrev omfattende om finske erfaringer i 2. Verdenskrig. Hans bog om slagene i sommeren 1944 er stadig værd at studere om emnet. Oesch var også en af grundlæggerne og chefredaktør for et populært blad om Finlands historie under 2. Verdenskrig. Han blev udnævnt til æresdoktor ved universitetet i Turku i 1960; men da Oesch døde i Helsinki den 28. marts 1978 var han stadig en bitter mand fordi han ikke opnåede rang af fuld general, selv i årene efter krigen, hvor en række pensionerede officerer blev givet honorære forfremmelser. 

## Personlige liv
Karl Lennart Oesch giftede sig med Anna Niskanen og de fik to børn, sønnen Karl Christian (født 1921) og datteren Ann-Mari (født 1922).

## Betydningsfulde værker
- Suomen kohtalon ratkaisu Kannaksella kesällä 1944, Helsinki 1957. Tysk oversættelse udgivet i Schweiz med titlen Finnlands Entscheidungskampf 1944 und seine politischen, wirtschaftlichen und militärischen Folgen (1964).